# Brizo
En la mitología griega, Brizo (en griego Βριζώ, Brizó) era la diosa protectora de los navegantes, marineros y pescadores. Era adorada principalmente por las mujeres de Delos, quienes le ofrecían comida en pequeñas embarcaciones. Brizo también era conocida como una profeta especializada en la interpretación de los sueños.

Dice así mismo Semo de Delos, en el libro segundo de su Historia de Delos:
«En Delos, cuando hacen sacrificios en honor a Brizo —ella es la intérprete de los sueños, y brízein es como decían los antiguos ‘dormir’—. Pues bien, cuando celebran sacrificios en su honor las mujeres de Delos, le ofrecen artesas llenas de todo tipo de bienes, excepto peces, porque le piden por encima de todo también por la protección de sus barcos».